# Нидеррид-бай-Интерлакен
Нидеррид-бай-Интерлакен (нем. Niederried bei Interlaken) — коммуна в Швейцарии, в кантоне Берн.
Входит в состав округа Интерлакен. Население составляет 366 человек (на 31 декабря 2006 года). Официальный код — 0588.